# Rosignano Marittimo
Rosignano Marittimo es una localidad italiana de la provincia de Livorno, región de Toscana, con 32.044 habitantes.

Ubicación de la ciudad de Rosignano Marittimo dentro de la provincia de Livorno.

## Evolución demográfica
| Gráfica de evolución demográfica de Rosignano Marittimo entre 1861 y 2001 |
|                                                                           |
| Fuente ISTAT - Elaboración gráfica por parte de Wikipedia                 |